# Amt Hagenow-Land
Het Amt Hagenow-Land is een samenwerkingsverband van 20 gemeenten in de Landkreis Ludwigslust-Parchim van de Duitse deelstaat Mecklenburg-Voor-Pommeren. De bestuurszetel bevindt zich in de stad Hagenow, die zelf echter geen deel uitmaakt van het amt.

## Gemeenten
1. Alt Zachun(369)
2. Bandenitz (483)
3. Belsch (227)
4. Bobzin (262)
5. Bresegard bei Picher (292)
6. Gammelin (477)
7. Groß Krams (170)
8. Hoort (576)
9. Hülseburg (161)
10. Kirch Jesar (637)
11. Kuhstorf (733)
12. Moraas (483)
13. Pätow-Steegen (405)
14. Picher (2.028)
15. Pritzier (400)
16. Redefin (535)
17. Setzin ( x)
18. Strohkirchen (321)
19. Toddin ( x)
20. Warlitz (455)